# Jacopo di Mino del Pellicciaio
Jacopo di Mino del Pellicciaio (Sienne, 1330 – 1410) est un peintre italien de l'école siennoise qui a été actif aussi en Ombrie.
Sa peinture suit et s'inspire du style d'Ambrogio Lorenzetti et de Simone Martini, sans toutefois qu'elle n'atteignît jamais la qualité picturale de ces deux maestri.

## Biographie
Peu nous est connu de la vie de Jacopo di Mino del Pellicciaio, fors qu'il est né à Sienne entre 1315 et 1319, qu'il épousa en 1344 une certaine Caterina di Cecco di Tura, que cette union ne dura pas longtemps (Caterina ayant dû mourir) et qu'il prit une seconde femme, Margherita d'Angelo di Tuccio, qui lui donna quatre fils.
L'étude des documents municipaux siennois de l'époque laisse entrevoir que Jacopo fut de son temps un peintre très renommé en ville, certains documents révèlent ainsi qu'il était coutumier qu'on l'appelât pour évaluer le travail d'autres peintres. En outre, nous savons que le Gouvernement municipal l'invita trois fois, en vingt années, à présider une séance du Conseil municipal, ce qui atteste que Jacopo était une personnalité reconnue dans la Sienne de la seconde moitié du XIVe siècle.
Nous ignorons tout de la mort de Jacopo, que ce soit le lieu, la date ou les causes. Un document indique néanmoins que Jacopo était déjà décédé en 1396.

## Œuvres
- Madonna col Bambino, églises de Sienne, Basilica dei Servi, Basilique Saint-François, Chiesa patronale,
- Madone et l'Enfant couronnant un saint avec les saints Antoine et Michel, pinacothèque de Sienne,
- Oratorio di San Bartolomeo, Città della Pieve
- La Vierge et l'Enfant avec saint Jean le Baptiste et saint Jean l'Évangéliste, église saint Martin de Sarteano
- Annonciation, Nativité (1357), dans la région de Trasimène

## Galerie

Fresques
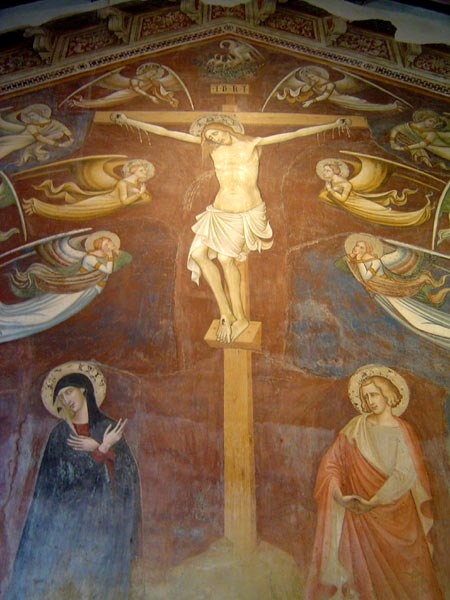
Crucifixion, oratoire San Bartolomeo.
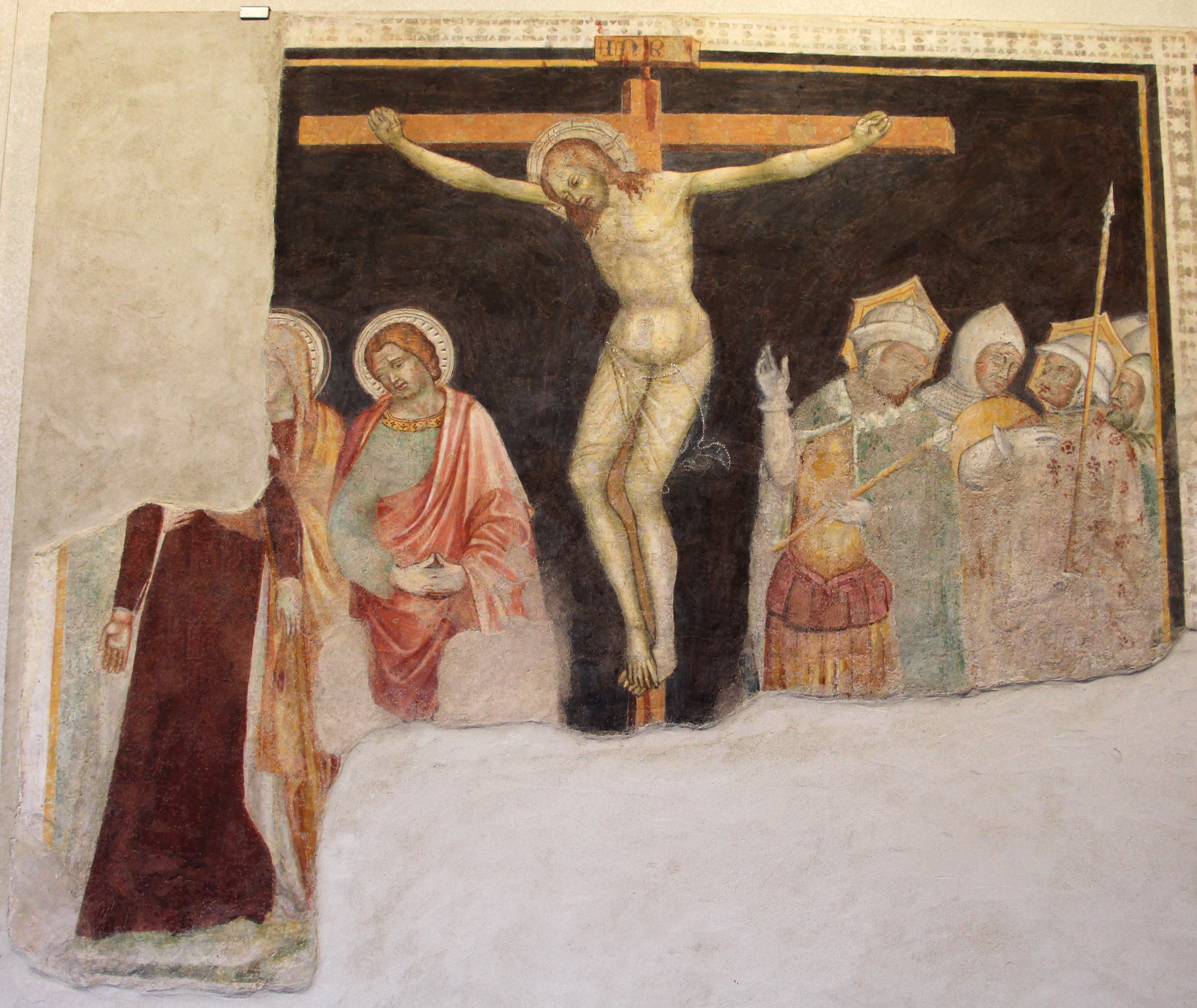
Crucifixion, église saint François d'Asciano.
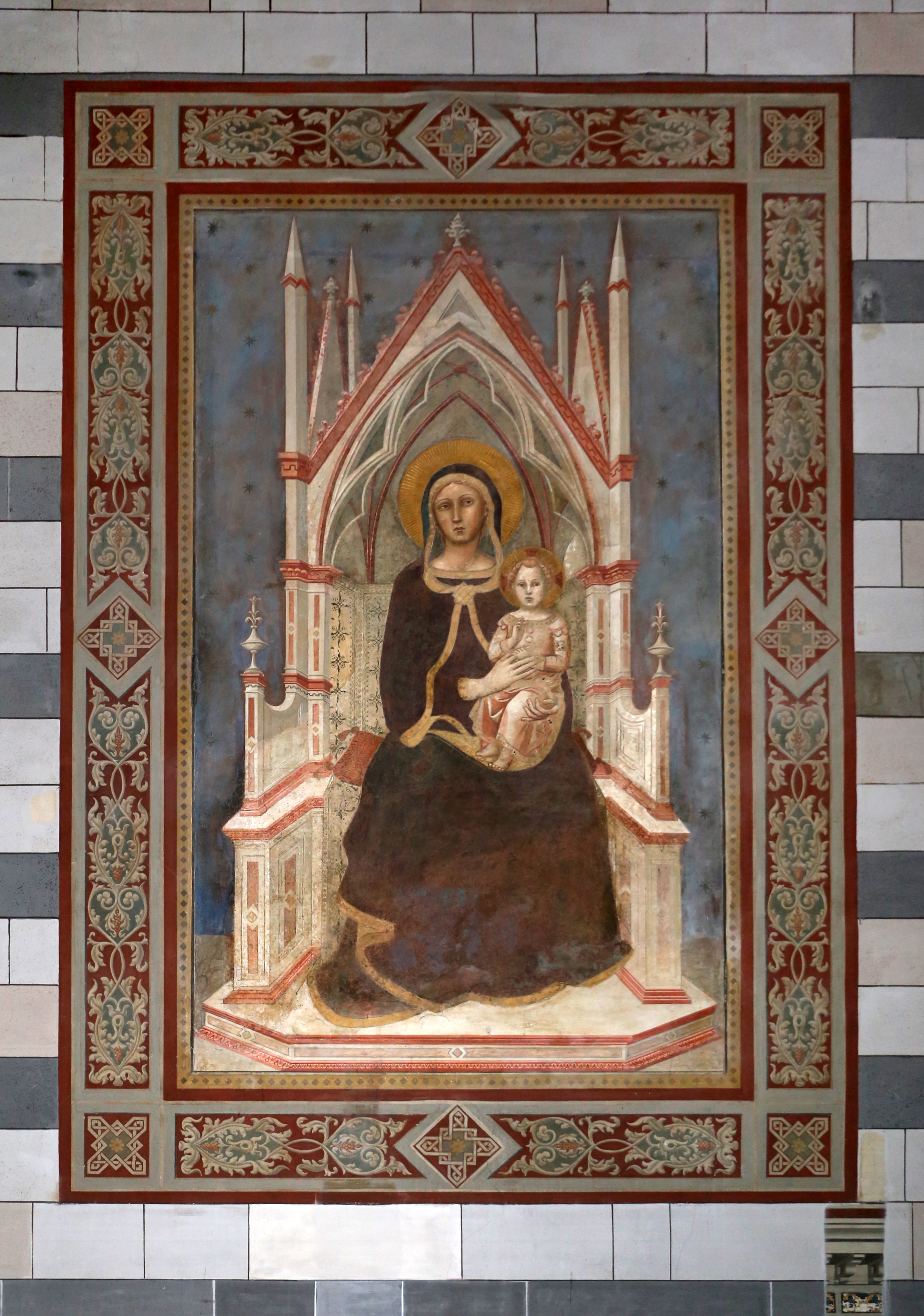
Vierge à l'Enfant sur un trône, basilique saint François de Sienne.
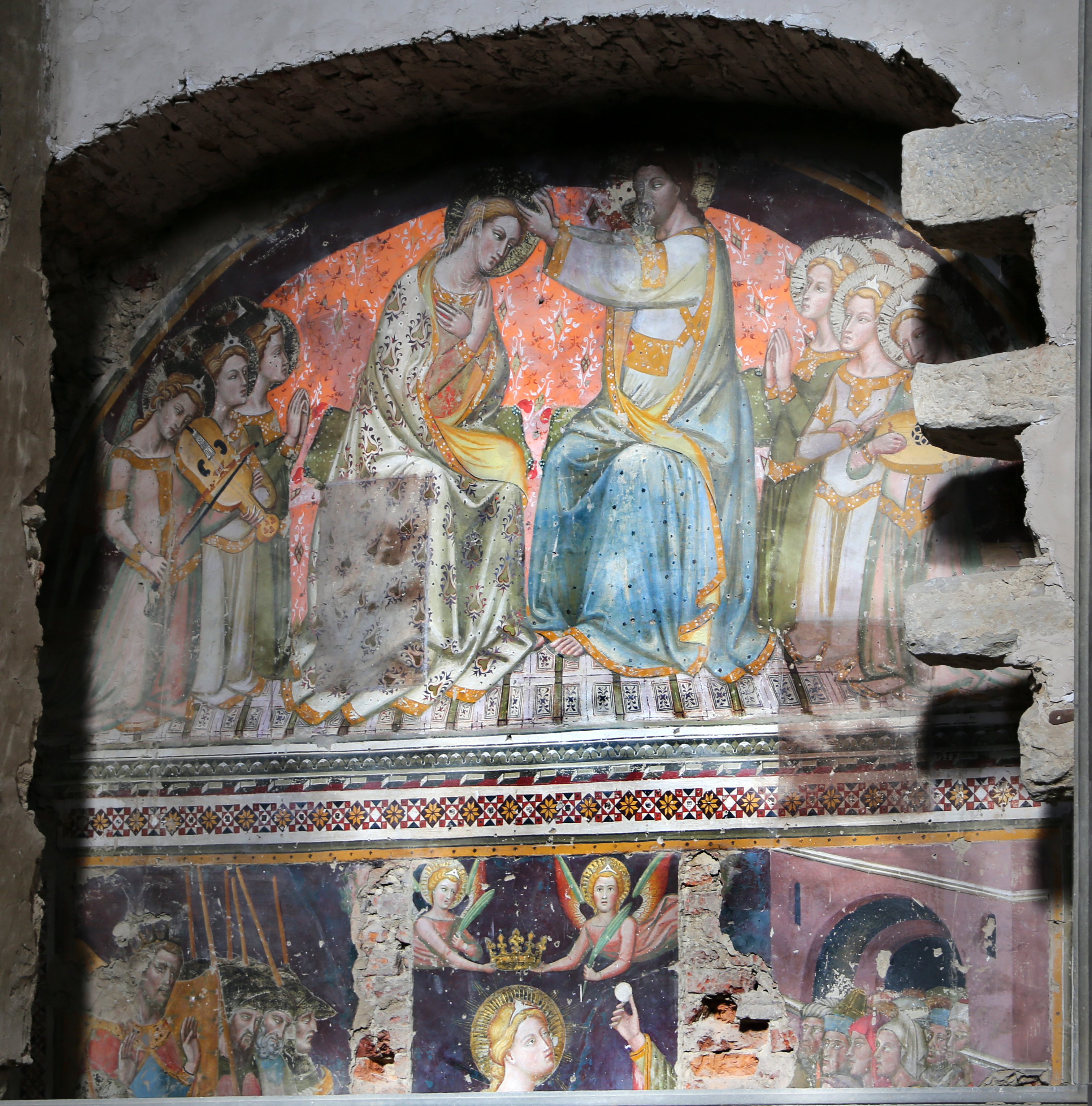
Couronnement de la Vierge avec martyr d'une sainte et Annonciation, basilique saint François de Sienne.
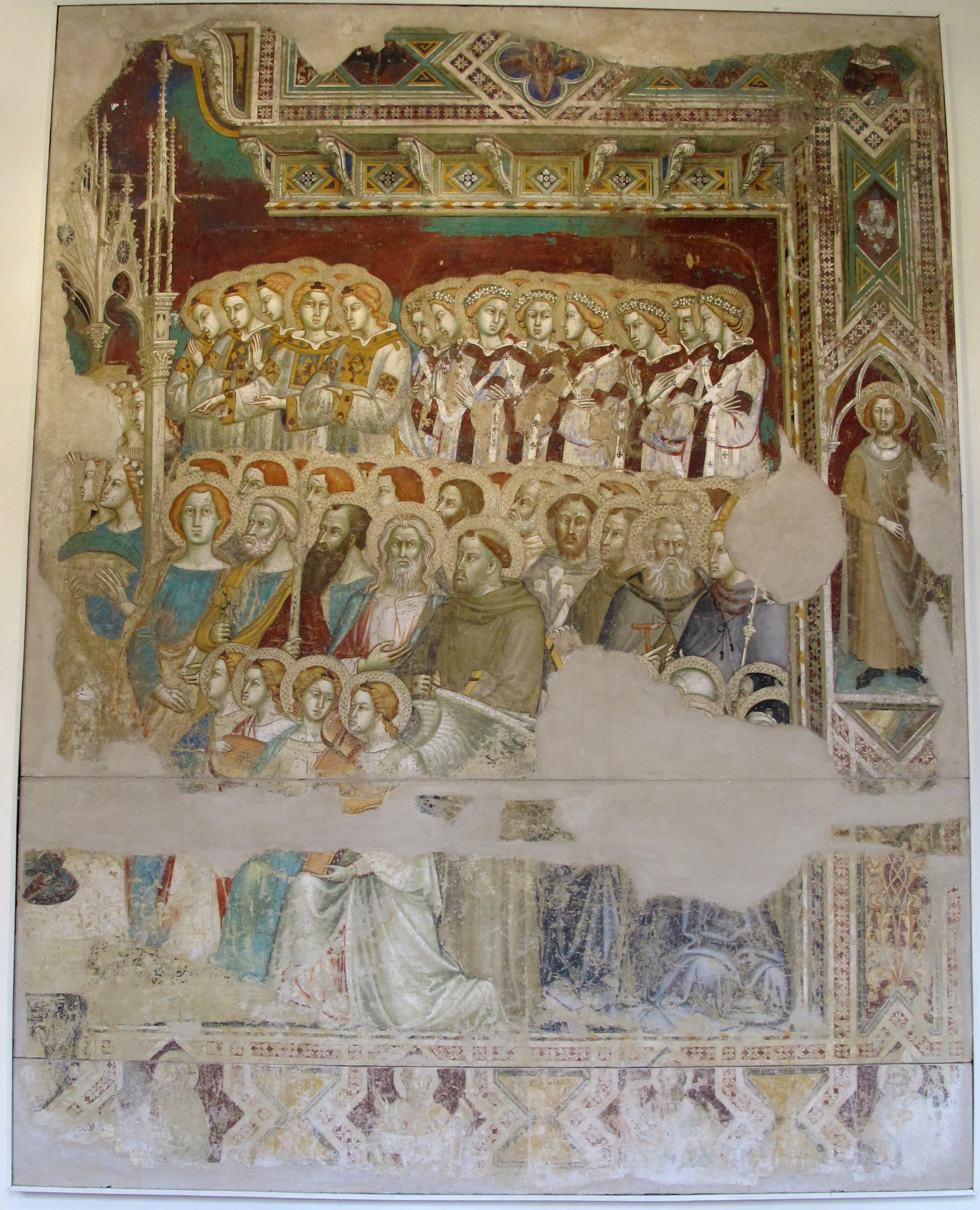
Maestà et prophètes, couvent saint François.

Polyptyques
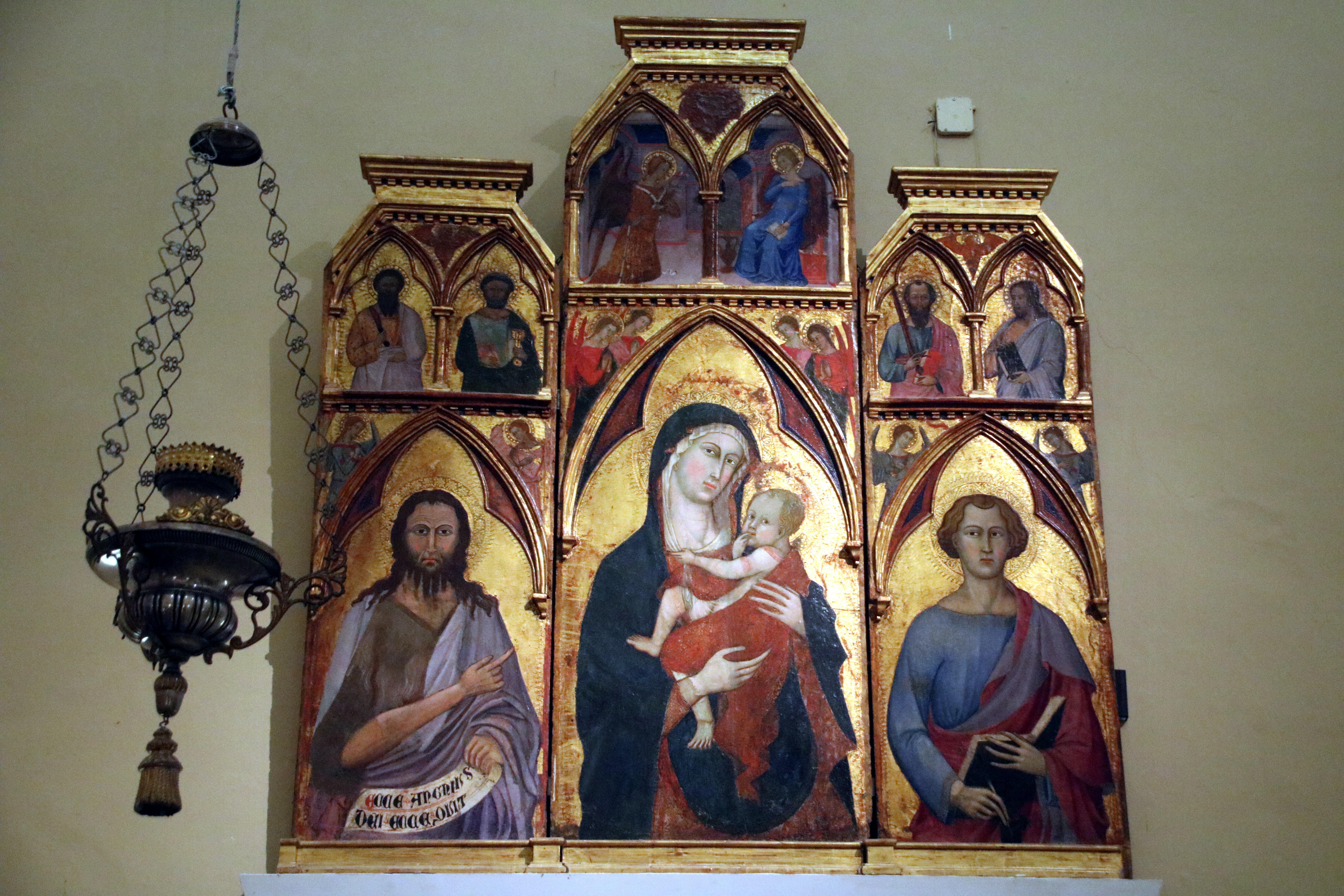
La Vierge et l'Enfant avec saint Jean le Baptiste et saint Jean l'Évangéliste, triptyque, église saint Martin de Sarteano.
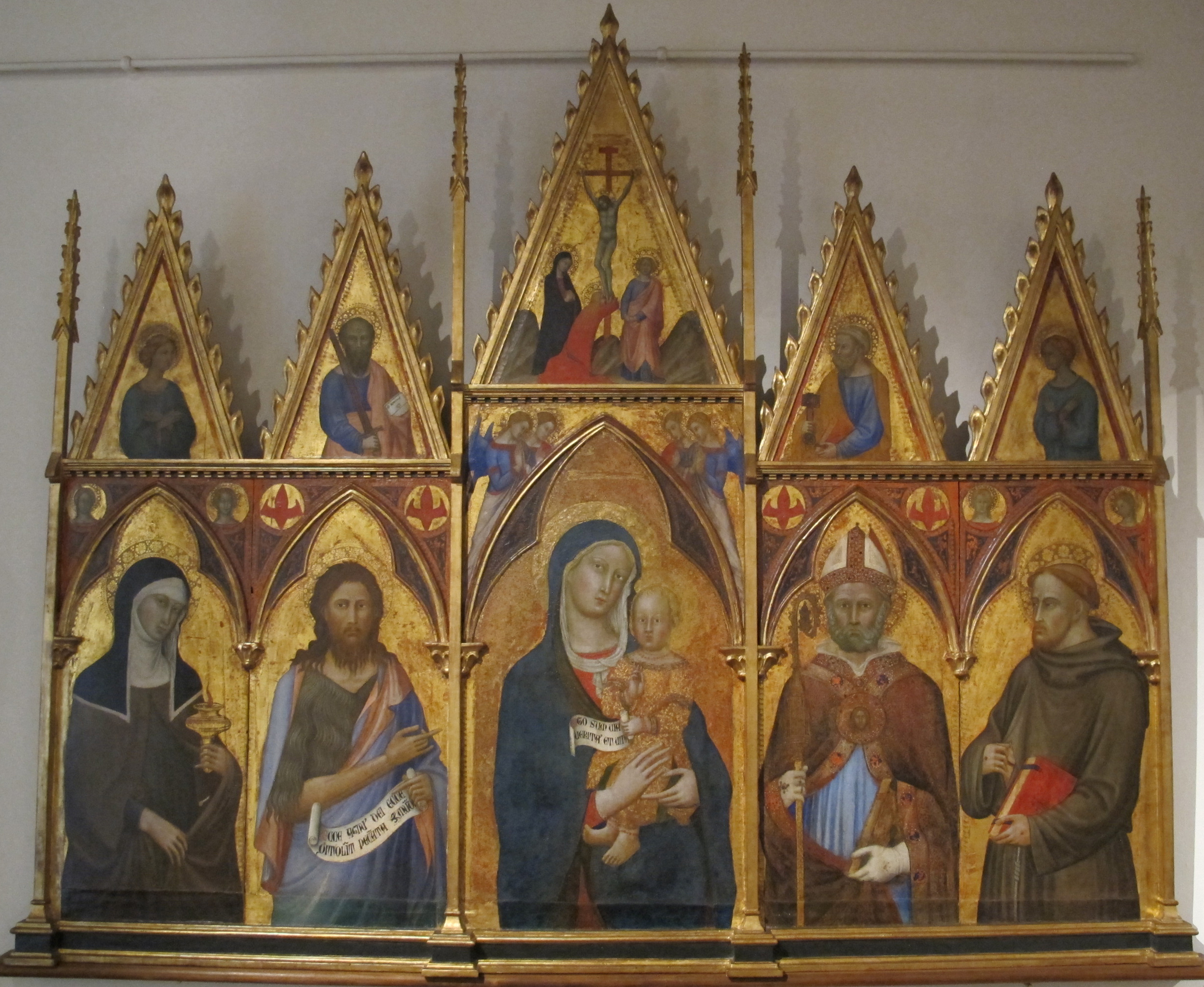
La Vierge et l'Enfant entourés de saints, panneau de bois peint a tempera, Pinacothèque nationale de Sienne.
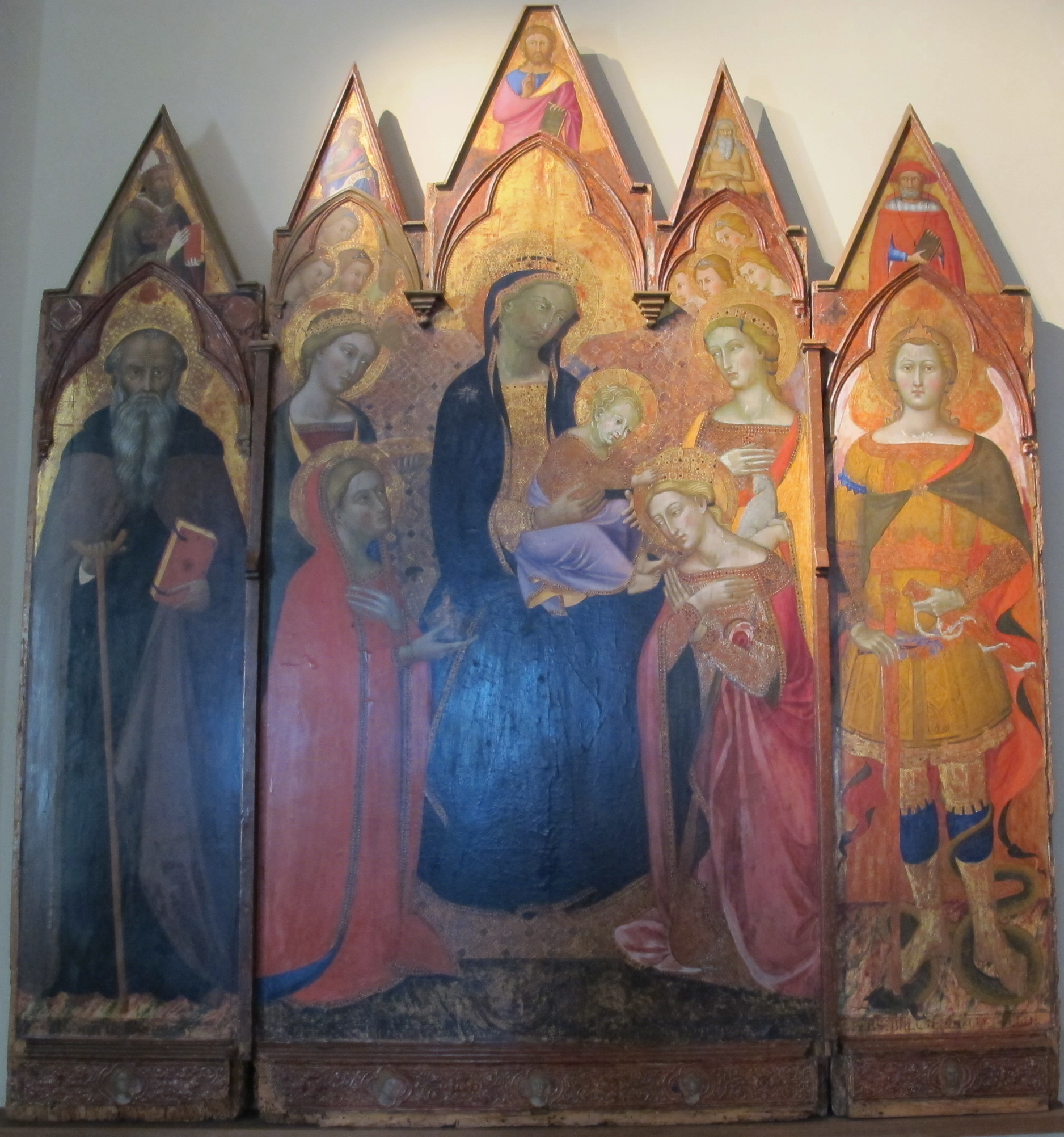
Couronnement de sainte Catherine de Sienne, Pinacothèque nationale de Sienne.

Panneaux peints
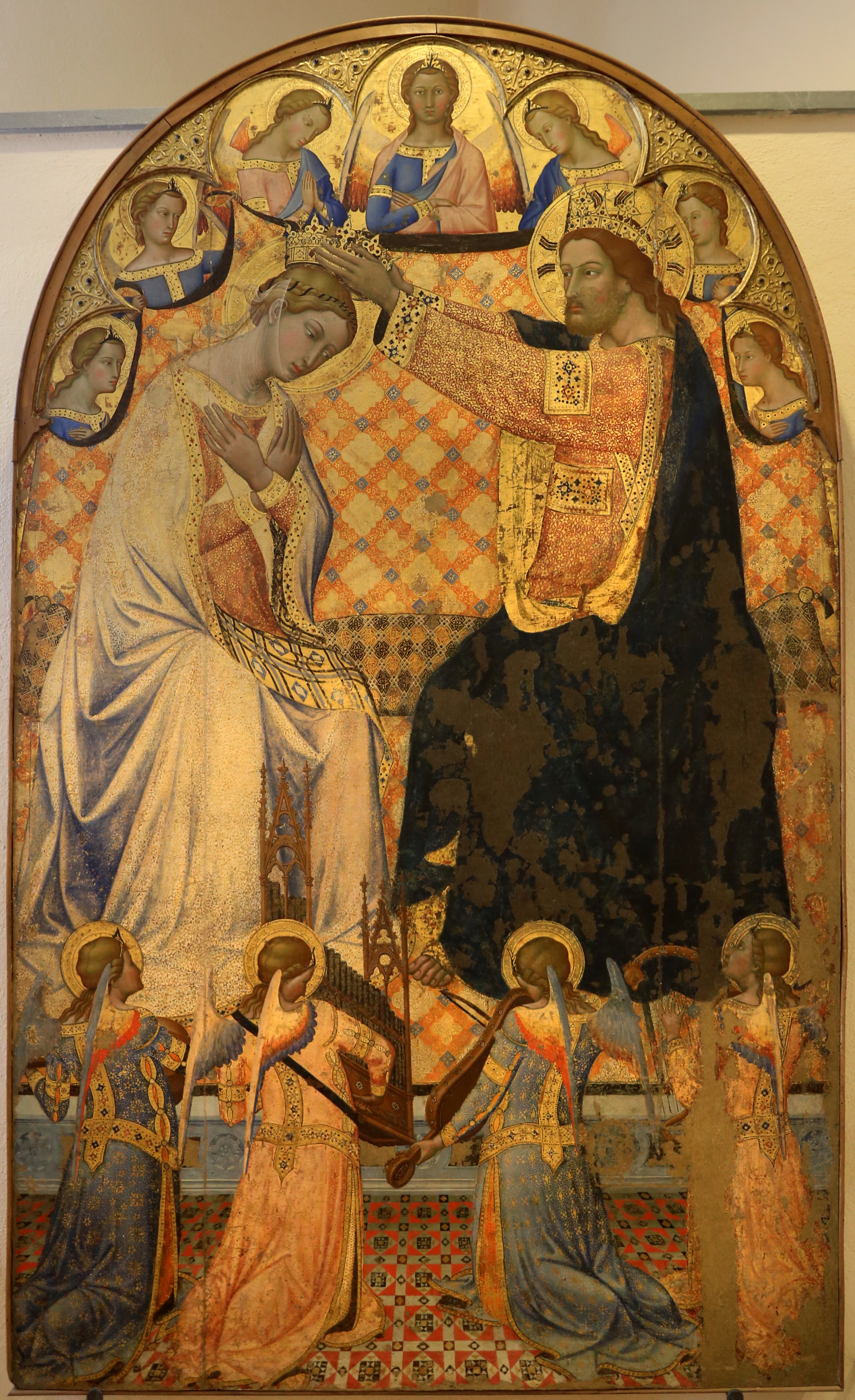
Couronnement de la Vierge, Musée civique de Montepulciano.
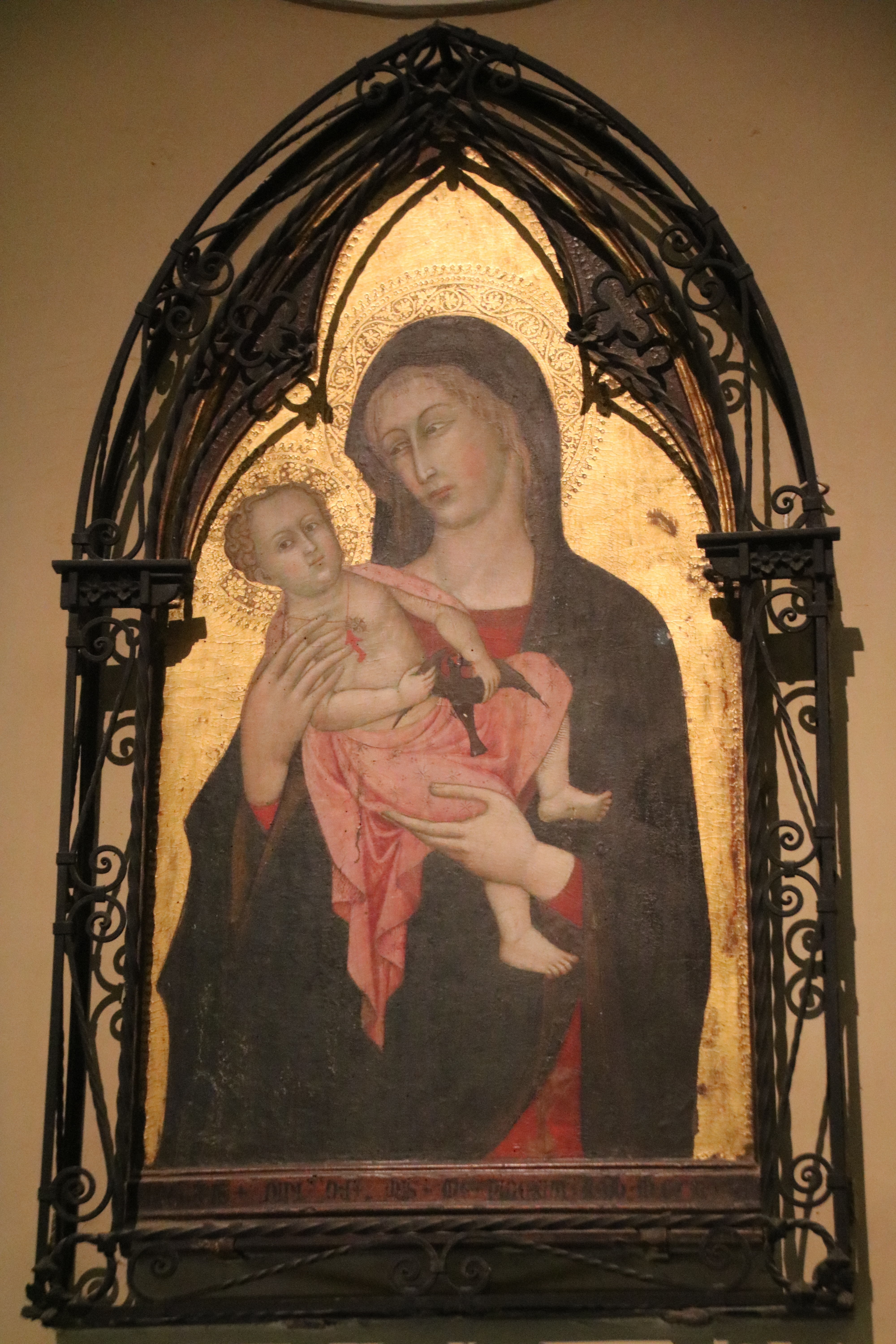
Vierge à l'Enfant, église saint Martin de Sarteano.

## Sources
- (it) Cet article est partiellement ou en totalité issu de l’article de Wikipédia en italien intitulé « Jacopo di Mino del Pellicciaio » (voir la liste des auteurs).